# Ioan al IV-lea de Neapole
Ioan al IV-lea de Neapole a fost duce de Neapole de la 997 până după 1002.
Ioan a fost fiul și succesorul ducelui Sergiu al III-lea.
La începutul domniei, Ioan al IV-lea a recunoscut suzeranitatea împăratului bizantin Vasile al II-lea.
În anul 999, Ioan a fost capturat și dus ca prizonier mai întâi la Capua, iar apoi în Germania de către împăratul Otto al III-lea. Pe parcursul absenței sale din ducat, se pare că Neapole a continuat să se supună Bizanțului, deși practic era guvernat de Ademar, ducele de Spoleto. În 1002, Ioan al IV-lea a revenit la Napoli, fiind probabil eliberat de către succesorul lui Otto, împăratul Henric al II-lea.
Ioan a avut un fiu, Sergiu, care i-a succedat sub numele Sergius al IV-lea, și două fiice. Fiica cea mare se numea Sichelgaita (numele sugerează faptul că Ioan era căsătorit cu o longobardă) și s-a măritat cu Ioan al IV-lea, duce de Gaeta, întărind astfel alianța dintre fratele ei și ducele Ioan al V-lea de Gaeta. O a doua fiică nu are numele menționat în cronica lui Amato de Montecassino și este amintită doar ca fiind văduvă a contelui de Gaeta și recăsătorită imediat după moartea soțului cu normandul Rainulf Drengot, contele de Aversa.